# Mariologia
(Bernardo di Chiaravalle)

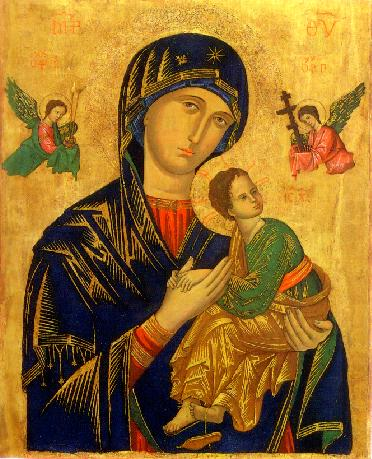
Icona bizantina del XV secolo raffigurante la Madonna del Perpetuo Soccorso - Roma, Sant'Alfonso De Liguori

La mariologia è una branca della teologia cristiana che studia Maria, madre di Gesù.
In particolare in seno alla Chiesa cattolica la mariologia ha uno spazio rilevante benché anche in altre confessioni cristiane il ruolo della Madonna venga in qualche modo riconosciuto. Peraltro anche in seno all'Islam Maria è riconosciuta come personaggio di rilievo e come tale onorata. Nell'ambito cattolico la devozione popolare verso la Madonna è sviluppata e come tale oggetto di studio.
Già presso la Chiesa delle origini la figura di Maria fu oggetto di studio per poi svilupparsi particolarmente nel medioevo. Solo dopo il Concilio di Trento si avranno dei trattati mariologici soprattutto di carattere apologetico. A coniare il termine mariologia fu Placido Nigido nella Summa sacrae mariologiae pars prima edita a Palermo nel 1602.
L'esortazione apostolica sul culto di Maria, Marialis Cultus, di Papa Paolo VI nel 1974, esorta l'inserimento di questa figura all'interno della storia della salvezza dell'uomo al fine di comprenderne il valore salvifico, riconoscendo i misteri di Maria all'interno della Chiesa dandole spazio nella liturgia, proponendola come modello della Chiesa e come specchio di virtù evangeliche.
I principali centri di mariologia sono: la Pontificia accademia mariana internazionale (PAMI) e la Pontificia facoltà teologica "Marianum".
Nel 2000 la PAMI ha scritto ai "cultori di mariologia" una lettera in cui riassume i compiti e le linee fondamentali della mariologia moderna.

## Sviluppo della mariologia
Sono sei i periodi da considerare per un'analisi sullo sviluppo degli studi su Maria:
1. periodo della rivelazione. La Chiesa primitiva
2. dalla fine della rivelazione fino al Concilio di Efeso
3. da Efeso alla riforma gregoriana
4. dal 1000 fino al Concilio di Trento
5. da Trento al Concilio Vaticano II
6. dal Concilio Vaticano II ad oggi.

### I periodo. Periodo della rivelazione. La Chiesa primitiva
Come dimostrato da E. Druwé, la contrapposizione presente in Giustino e sviluppata da Ireneo tra Eva, dalla quale venne la morte, e Maria, dalla quale venne la vita (vedi la sezione successiva) è di origine apostolica e risale a Giovanni Evangelista. In una lettera trascritta da Eusebio (Storia Ecclesiastica 5.20.6) Ireneo ricorda la figura di Policarpo di Smirne, che insegnava ad altri ciò che aveva egli stesso appreso dall'apostolo Giovanni; Ireneo era allora un adolescente (pais), ma le memorie erano ancora vivide. Giovanni morì durante il regno di Traiano e Policarpo morì martire nell'anno 156 ad 86 anni d'età: egli è dunque l'anello di congiunzione fra la Chiesa primitiva e l'età di Giustino ed Ireneo.
Nel suo Contro le eresie Ireneo asserisce inoltre di non aver scritto nulla di suo, ma solo ciò che gli è stato tramandato dalla tradizione apostolica, ed è infatti noto ai Padri come vir apostolicus, cioè erede della tradizione degli apostoli.

### II periodo. Dalla fine della rivelazione fino al Concilio di Efeso

#### Dal 90 d.C. al 190 d.C. circa
In un primo momento, nel II secolo, dal 90 al 190 circa, nella letteratura cristiana la figura di Maria è quasi del tutto assente. Essa è menzionata solo per quanto descritto nei Vangeli. Solo con Giustino e Ireneo di Lione si inizierà a sviluppare il parallelo e il contrasto tra la figura di Eva e Maria. Si tratta, in entrambi i casi, di una donna, vergine, che compiendo un atto libero, ha impegnato tutta l'umanità. La differenza tra le due è che Eva non ha creduto, non essendosi fidata di Dio, e non ha obbedito, condannando l'umanità alla morte e procurandosela lei stessa; mentre Maria ha creduto, fidandosi di Dio, ed ha obbedito: quindi troviamo una ricapitolazione di tutto il creato nella vita; Maria, che ha impegnato l'umanità dandole il "Salvatore", il redentore, diventa fonte di salvezza.
Maria quindi viene descritta come una nuova Eva come Cristo è il nuovo Adamo. La Croce invece sostituisce l'albero della Genesi.
Ireneo sosteneva che ciò che Eva aveva legato con la sua disobbedienza, Maria lo ha sciolto con la sua obbedienza.
Gradualmente si inizia a riflettere su:
1. Il titolo di «Madre di Dio»
2. La verginità dopo il parto
3. La verginità nel parto
4. La santità di Maria

#### Dalla fine del II secolo fino alla fine del IV secolo
A partire dal II secolo il titolo «Madre di Dio» inizia a diffondersi. Già dal 325 (Concilio di Nicea I) Maria è chiamata Theotókos.
La verginità dopo il parto fu negata da autori importanti come Tertulliano.
Epifanio di Salamina nel 350 fermò alcune donne che erano intente ad effettuare sacrifici pagani e offerte di pani a Maria. Troviamo anche in un manoscritto copto un anatema contro coloro che consideravano Maria come una dynamis (una «potenza») affermando che essa è nata come gli altri esseri umani.
Certe affermazioni volte a screditare la figura di Maria da parte di alcuni padri o scrittori cristiani scatenarono una ricerca ancor più forte sulla sua figura da parte dei cristiani stessi.
Riguardo alla verginità integrale di Maria si esprime Sant'Ambrogio affermando che essa è legata al suo parto regale.
Si assiste in questo periodo ad un dualismo di pensiero: alcuni affermano la sua santità per affermare la santità di tutti gli uomini, altri affermano che solo Cristo è santo mentre gli uomini, compresa Maria, sono tutti peccatori.
Maria fa il suo ingresso nella Liturgia inizialmente nelle omelie che la descrivono come «Madre dei viventi» e «Madre della Salvezza». A Nazaret troviamo dei graffiti del II secolo: il primo è il chaire, Maria. In un'altra iscrizione troviamo scritto "prostrata verso il luogo sacro di Maria subito scrissi i nomi e ...". Sempre lì troviamo il Sub tuum praesidium (III secolo circa) che, espressa al plurale, si pensa che fosse stata una preghiera comunitaria.
Già nel IV secolo Maria entra nel canone della messa in Oriente.

### III periodo. Da Efeso alla riforma gregoriana
Dopo il Concilio di Efeso e la condanna dei Nestoriani (che indicavano il culto di Maria Theotókos come "mariolatria"), Maria trova sempre più spazio nella liturgia.
In oriente iniziarono le prime feste popolari dedicate a Maria, feste che presero spunto dall'interpretazione delle sacre scritture e che iniziarono già prima di Efeso.
Tali feste riguardavano il mistero dell'Incarnazione come l'Epifania, il Natale e la festa dell'Hypapante (corrispondente alla Candelora). Queste sono feste cristologiche, ma la figura di Maria è sempre in primo piano, perché facente parte del mistero dell'Incarnazione.
Tra il IV e il V secolo Maria comincia ad avere un posto importante nella liturgia dell'avvento, probabilmente nella domenica prima del Natale.
Nascono anche feste legate alla pietà popolare e agli apocrifi. Nel V secolo, il 15 agosto è il giorno di Maria Theotókos (Madre di Dio), ma ben presto tale evento si trasformerà nella Festa della Dormizione (in occidente detta poi Assunzione di Maria). Nel 600 l’Imperatore estende la festa ufficialmente a tutto l’impero.
Nasceranno anche altre feste dedicate al culto di Maria, quali la Natività della Beata Vergine Maria (8 settembre), la festa dell'Immacolata Concezione (8 dicembre) e la Presentazione di Maria al Tempio (21 novembre).
La Festa dell'Annunciazione, che gradualmente si stabilirà il 25 marzo, pur essendo cristologica viene considerata dalla pietà popolare festa mariana.
Theoteknos di Livia nel VII secolo scrive che come Enoch «fu assunto da questo mondo, perché piacque a Dio e non vide la morte; a maggior ragione Dio assunse Maria in corpo e anima al paradiso di delizie». Su questa linea si muovono anche Andrea di Creta, Giovanni Damasceno ed altri teologi.
Infine nasce in questo periodo l'idea di una possibile mediazione o intercessione di Maria.
Germano di Costantinopoli affermava che la mediazione di Maria non era di assoluta necessità, ma voluta da Dio.
In questo periodo, in occidente, non si era pienamente sviluppato un culto mariano. Vengono importate alcune feste dall'oriente ma non tutte. Sono inoltre presenti dei testi che negano l'Assunzione, almeno nella forma favolosa presentata dagli apocrifi. Lo Pseudo-Girolamo nell'VIII secolo parla della sola glorificazione dell'anima ma non del corpo di Maria.

### IV periodo. Dal 1000 fino al Concilio di Trento

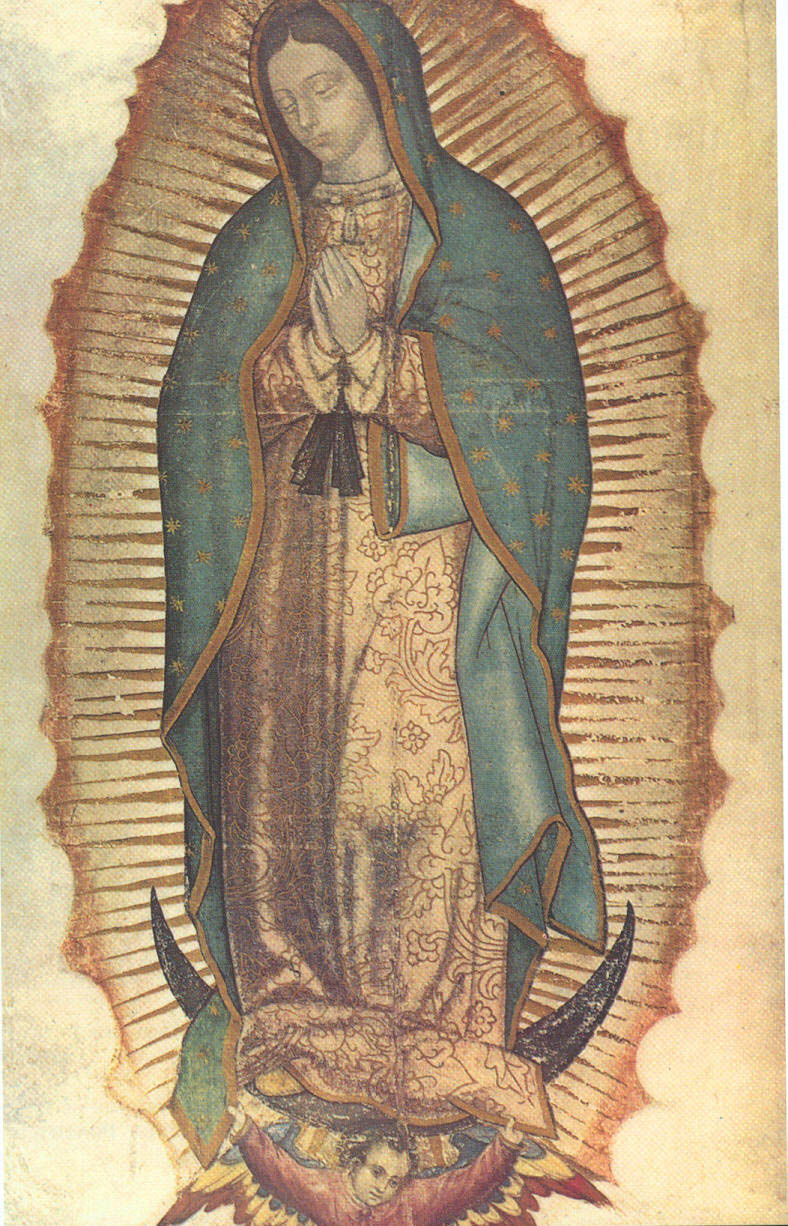
La Vergine di Guadalupe

Durante il periodo che vide il Grande Scisma dividere la cristianità calcedoniana fra la Chiesa orientale bizantina e la Chiesa occidentale, l'oriente sembra perdere il suo ruolo di preminenza che aveva nel culto e nella devozione mariana, lasciando quindi il primato alla Chiesa occidentale. Inizia quindi un modo diverso di impostare la questione mariana, legata ad un nuovo modo di fare teologia.
Fino ad allora la figura di Maria era presente solo in tutto quel che riguardava l'incarnazione e la nascita di Gesù. In questo periodo però l'attenzione si sposta sul calvario; si inizia a parlare della compassione, della sua unione al sacrificio del figlio e dell'importanza della sua fede. Viene considerata dalla Chiesa sempre più come madre degli uomini.
Mentre al tempo dei padri della Chiesa il mistero di Cristo racchiudeva il tempo stesso in cui essi vivevano e l'anno liturgico era la celebrazione temporale del mistero in cui gli uomini erano immersi, a partire dall'XI e XII secolo si iniziano a porre più attenzioni alle realtà materiali. Il mistero viene considerato qualcosa che scende nella durata mobile del mondo e al fine di comprenderlo si iniziava a credere al bisogno di elevarsi nella mistica. Il soggetto diventa predominante nei confronti dell'oggetto (mistero).
Dei cambiamenti si avvertono anche nell'iconografia di Maria, le statue delle Madonne più antiche venivano rappresentate rigide, con il Bambino posto davanti, quasi a rappresentare il trono della Sapienza che mostra Gesù. Nelle opere d'arte dal medioevo in poi il Bambino viene posto da un lato lasciando quindi spazio anche alla madre.
Sempre in occidente si inizia anche a diffondere la festa della Concezione di Maria, festa introdotta inizialmente in Inghilterra nel 1127, da cui si diffuse in tutta Europa nonostante la fortissima opposizione di Bernardo di Chiaravalle.
Si sviluppa molto l'idea del compito di Maria.
Nei secoli successivi, dal XIII secolo in poi, ci si trova in una certa decadenza teologica. Fino ad allora la teologia aveva avuto un contatto diretto con la patristica, ora si assiste ad una perdita di questo contatto e a una specie di involuzione teologica riguardante anche la mariologia, che sarà ridotta a semplice devozione personale.
Fioriscono i cosiddetti Mariali, una specie di trattati in cui si trovano tutte le informazioni sulla figura di Maria. Uno dei più famosi era quello attribuito ad Alberto Magno, anche se questi in realtà non era l'autore, testo che si fa promotore di una mariologia autonoma, totalmente separata dalla cristologia, con una forte carica devozionale.
Con Duns Scoto si apre il problema dell'Immacolata Concezione. La questione verteva su come presentare Maria concepita priva del peccato originale, senza intaccare la questione della salvezza e redenzione operata da Cristo per tutti, quindi anche per Maria.
Con la proposta immacolatista di Scoto e grazie all'opera dei suoi discepoli (Pietro Aureolo, Francesco de Mayronis, ecc.) la teologia mariana si divide in due correnti: la tomista (che non accettava l'Immacolata Concezione) e la scotista (che difendeva la prerogativa mariana).
Nel 1439 a Basilea i teologi dell'omonimo Concilio trovarono un accordo sull'Immacolata Concezione, considerandola conforme al culto della Chiesa cattolica, ma il decreto conciliare fu emesso il 17 settembre 1439, cioè subito dopo che il concilio si era sottratto dalla dipendenze del Papa, rendendo quindi invalido il decreto stesso.

#### Concilio di Trento
A Trento la figura di Maria appare solo nel decreto sul peccato originale, che afferma che questo non si debba applicare a Maria.
Alla fine del XVI secolo, sempre in Europa si diedero alla luce diversi trattati sulla Madonna, tra cui le Questiones de beata Maria virgine quattuor et viginti in summa contractae (1584) di Francisco Suárez, che fu il primo trattato su Maria a diffondersi in Spagna, quello di san Pietro Canisio in Germania e quello di san Roberto Bellarmino in Italia, tutti scritti con l'intento di glorificare Maria in ogni modo.
In questo periodo nascono tantissime associazioni mariane ed iniziano gli atti di consacrazione a Maria. Appaiono inoltre anche delle nuove forme di devozione come il voto di schiavitù a Maria.
Inoltre in pieno periodo di controversia tra maculisti e immaculisti, l'inquisizione romana formulò un decreto segreto che proibiva di parlare di Immacolata Concezione di Maria (cioè senza peccato originale), ammettendo solo la Concezione di Maria Immacolata (che non ha compiuto peccato).
Papa Paolo V nel 1616 vieta di esporre in pubblico la tesi maculista, pur ritenendola legittima. Un suo successore invece estende il divieto anche alle discussioni private, esentando dal divieto solo i domenicani.
Nel 1661 Papa Alessandro VII dichiara il favore della Santa Sede verso l'Immacolata Concezione con la bolla Sollecitudo.

### V periodo. Da Trento al Concilio Vaticano II
Nel XVIII secolo si sviluppano vari trattati sul culto di Maria redatti, tra i più noti, da Luigi Maria Grignion de Montfort e Alfonso Maria de' Liguori.
Nel XIX secolo troviamo un vuoto dal punto di vista letterario, eccezion fatta per Agostino Maria De Carlo (Giugliano in Campania 1807 - Napoli 1877) che, con il suo trattato  "Theotocologia seu Institutio de V. Dei Genitrice M. Scholastica Methodo IV Libris Concinnata", anticipa il Dogma dell'Immacolata concezione; ma sono anche presenti le varie testimonianze di apparizioni (Rue du Bac e Lourdes su tutte) e, infine, la proclamazione del dogma dell'Immacolata Concezione.
Nel XX secolo prende vita un nuovo movimento mariano che preme sulla tematica dell'Assunzione. I Congressi Mariani Internazionali, specie il primo del 1900 lanciano come obiettivo la proclamazione del dogma dell'Assunzione. Ha i connotati di un gruppo di pressione, che presto perde però efficacia poiché senza motivazioni teologiche.
Un altro importante movimento è quello dato vita dal cardinale Desiré-Félicien-François-Joseph Mercier, il Movimento Mediazionista che si avvale anche di studi teologici, ma che trova l'opposizione del Sant'Uffizio. Il problema era il saper conciliare Maria mediatrice con Cristo unico mediatore universale. Infatti Papa Pio XII si ferma al solo dogma dell'Assunzione proclamato nel 1954. Inoltre proclama anche la regalità di Maria.

### VI periodo. Dal Concilio Vaticano II ad oggi
Il '900 si era aperto con una grande quantità di opere relative a Maria e si iniziarono pure a tenere dei congressi (cf. Congressi mariologici mariani internazionali).
Inoltre le varie voci di apparizioni provenienti da alcune parti del mondo aumentarono gli interessi sulla sua figura.
Il Capitolo VIII della Lumen Gentium del Concilio Vaticano II affronta varie tematiche sulla figura di Maria nella Chiesa: il culto speciale tributatole al di sotto del Figlio e al di sopra di tutti gli angeli e santi (iperdulia), specificando delle disposizioni pastorali sulla liturgia e alle forme di pietà mariane volte a non distaccare il culto della Vergine da quello del suo Divin figlio; Maria come esempio di verginità, maternità e santità in tutte le virtù per l'intera Chiesa; la funzione salvifica di Maria subordinata a quella dell’unico mediatore e Salvatore dell'umanità, che è Gesù Cristo, nonché la sua cooperazione alla Redenzione e santificazione dell'intero genere umano. 
A partire dalla Redemptoris Mater la mariologia ha coinvolto gradualmente il dialogo ecumenico. Anglicani cattolici, alcuni protestanti, hanno trattato in vari volumi la figura di Maria, con aperture verso la teologia romana.
L'8 febbraio 2008 cinque cardinali e più di 500 vescovi sottoscrissero una petizione indirizzata a papa Benedetto XVI nella quale si chiedeva di dichiarare la Beata Vergine Maria corredentrice e mediatrice.
Il 25 marzo 2010 la rivista Inside the Vatican e il Collegio San Tommaso Moro organizzarono a Roma una giornata di confronti e dibattito sulla questione.
Nel dicembre 2019, durante la messa svoltasi nella Basilica di San Pietro per la festa di Nostra Signora di Guadalupe, papa Francesco affermò che un'immagine della Morenita gli suggeriva tre termini: donna, madre e meticcia. Nella stessa occasione, il Pontefice scoraggiò pubblicamente le proposte a favore di un nuovo titolo dogmatico: "Quando vengono da noi con la storia di dichiarare che lei è questo o di fare quell'altro dogma, non perdiamoci in sciocchezze" [in spagnolo: ne nos perdamos en tonteras].